# 河合博之

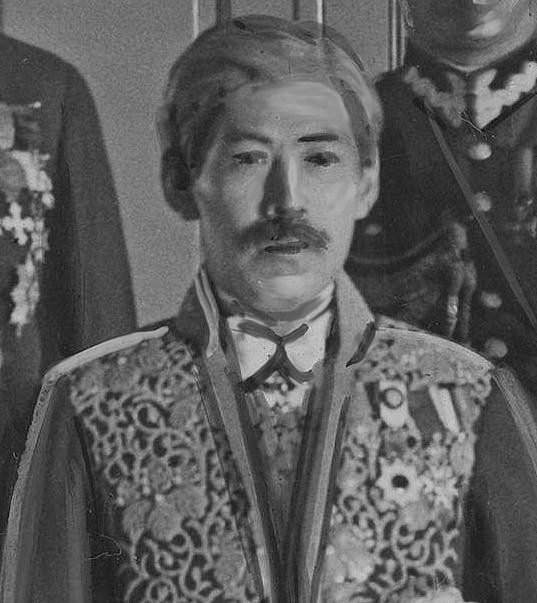

河合 博之（かわい ひろゆき、1883年（明治16年）8月 – 1933年（昭和8年）8月14日）は、日本の外交官。駐ポーランド公使。

## 経歴
神奈川県出身。1908年（明治41年）に東京帝国大学法科大学法律科を卒業し、外交官及領事官試験に合格した。領事官補、外交官補、大使館三等書記官、同二等書記官、同一等書記官を歴任した。1921年（大正10年）、帰国して外務書記官・参事官となった。1923年（大正12年）より駐ベルギー大使館参事官、駐フランス大使館参事官を務めた。1931年（昭和6年）に駐ポーランド公使に就任した。在任中に死去。